# The 14 Hour Technicolor Dream

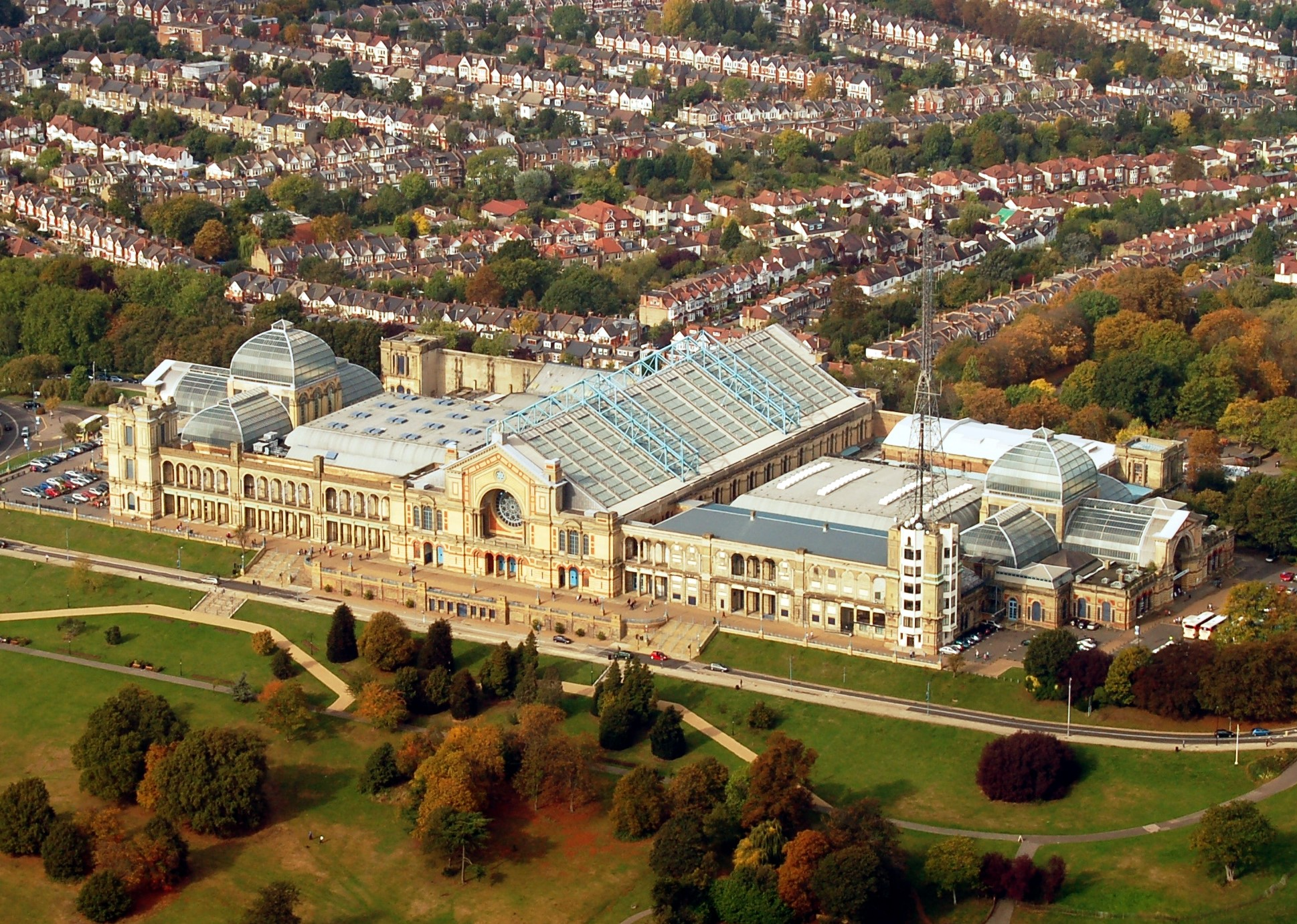
L'Alexandra Palace di Londra

The 14 Hour Technicolor Dream (trad. "Il sogno a colori di 14 ore") è stato un concerto tenuto nella Great Hall ("grande sala") dell'Alexandra Palace, a Londra, nella notte tra il 29 e il 30 aprile 1967. Scopo di tale concerto era la raccolta di fondi per il giornale della controcultura International Times. Venne organizzato principalmente da Barry Miles, John "Hoppy" Hopkins, David Howson, Mike McInnerney, Jack Henry Moore e Jim Haynes. Fu in parte documentato dal film di Peter Whitehead Tonite Let's All Make Love in London.

## L'evento

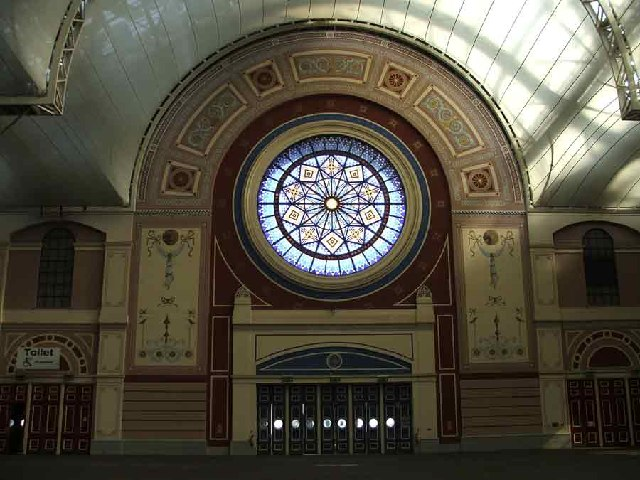
Una parete della Great Hall dell'Alexandra Palace, dove venne tenuto il concerto

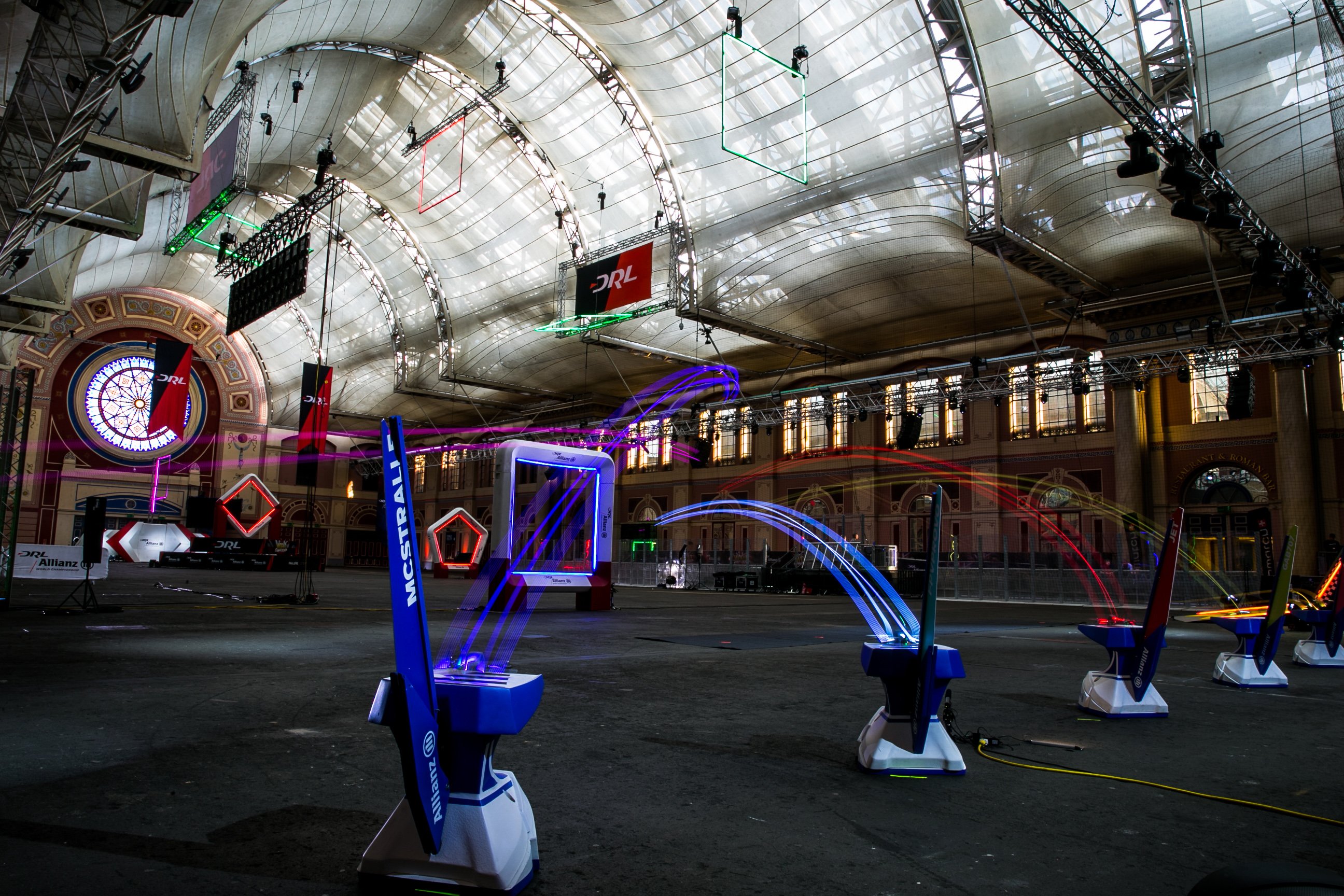
La Great Hall nel 2017

In quel periodo, International Times versava in gravi difficoltà economiche, anche a causa del sequestro di molto materiale da parte della polizia ai primi di marzo (che però non portò a evidenziare alcun tipo di irregolarità), si decise quindi di organizzare un evento che coinvolgesse numerosi artisti e durasse tutta una notte, per rimpinguare le casse del giornale. Alcuni benefattori, tra i quali Paul McCartney e John Lennon (che fu poi presente tra il pubblico), anticiparono i soldi per l'organizzazione dell'evento.
Ai tempi, The 14 Hour Technicolor Dream fu descritto come uno spettacolo variegato, cui avrebbero partecipato poeti, artisti e musicisti, con i Pink Floyd quale attrazione principale. Altri artisti presenti erano: Soft Machine, The Crazy World of Arthur Brown, One in a Million, The Move, Tomorrow, The Pretty Things, Pete Townshend, John's Children, Alexis Korner, The Purple Gang, Graham Bond, Savoy Brown, The Creation, Denny Laine, Ron Geesin, Christopher Logue, Ginger Johnson, Giant Sun Trolley, Simon Vinkenoog, Yōko Ono, David Medalla e numerosi altri.
All'evento parteciparono alcune centinaia di spettatori. Nella sala c'erano due palchi principali, con un terzo palco più piccolo al centro destinato a poeti, artisti di performance art, giocolieri e ballerini. Il palco più grande per gli eventi principali, addossato alla parete posteriore, era affiancato dalle grandi vetrate dell'Alexandra Palace. Luci stroboscopiche e light show illuminavano il tutto da una grande torre al centro della sala. Venivano proiettate pellicole di cinema sperimentale (la più importante delle quali era Flaming Creatures) su fogli bianchi fissati con nastro adesivo a impalcature. Al centro c'era uno scivolo a spirale affittato per l'occasione.
I Pink Floyd cominciarono l'esibizione attorno alle cinque di mattina, alle prime luci dell'alba, quando lo spettacolo era vicino alla conclusione. Pare che abbiano suonato Astronomy Domine, Arnold Layne, Interstellar Overdrive, Nick's Boogie e altro materiale del loro album di debutto, The Piper at the Gates of Dawn, ai tempi non ancora pubblicato. Il gruppo era probabilmente esausto, per aver suonato in un altro concerto nei Paesi Bassi quella stessa notte ed essere arrivati all'Alexandra Palace verso le tre.
Oltre ai palchi, erano presenti anche bancarelle che vendevano incenso e artigianato hippie, nonché un iglù in fibra di vetro all'interno dei quali si distribuivano gratuitamente spinelli fatti con bucce di banana. Il gruppo The Syn pubblicò una canzone con lo stesso titolo dell'evento.